# Edward Hawthorn

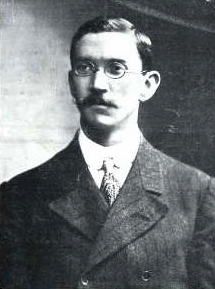
Edward Hawthorn

Ernest Edward Shedden Hawthorn (* im vierten Quartal 1878 in Sussex; † 4. Dezember 1951 in Beckenham) war ein englischer Badmintonspieler.

## Karriere
Edward Hawthorn gewann 1911 den Herrendoppeltitel bei den All England mit P. D. Fitton und den Mixedtitel 1912 mit Hazel Hogarth. Im erstgenannten Jahr siegte er auch bei den Internationalen Meisterschaften von Schottland im Doppel mit Guy Sautter. Er repräsentierte England mehrmals bei Länderspielen und gewann zahlreiche County Championships.

## Sportliche Erfolge
| Saison | Veranstaltung | Disziplin    | Platz | Name                                       |
| ------ | ------------- | ------------ | ----- | ------------------------------------------ |
| 1911   | Scottish Open | Herrendoppel | 1     | Ernest E. Shedden Hawthorn / Guy Sautter   |
| 1911   | All England   | Herrendoppel | 1     | P. D. Fitton / Ernest E. Shedden Hawthorn  |
| 1912   | All England   | Mixed        | 1     | Ernest E. Shedden Hawthorn / Hazel Hogarth |
| 1913   | All England   | Mixed        | 2     | Ernest E. Shedden Hawthorn / Hazel Hogarth |